# Story of My Life (Lesley Roy)
Story of My Life è un singolo del cantante irlandese Lesley Roy, pubblicato il 13 marzo 2020 da Universal Music Denmark.
Avrebbe dovuto rappresentare l'Irlanda all'Eurovision Song Contest 2020, prima che l'evento venisse cancellato a causa della pandemia di COVID-19.

## Descrizione
Il brano è stato scritto e composto dalla stessa cantante con gli statunitensi Robert Marvin, Catt Gravitt e Tom Shapiro.
Story of My Life è un pezzo uptempo pop il cui testo parla del superamento delle proprie difficoltà per tornare in piedi, non dando peso a ciò che pensano gli altri.
I made it on my own that's right

And now I sing, na-na-na-na-na-na, hey, hey, hey

My life, it's mine, my, my life, it's mine»
L'ho fatta da me è giusto

E ora canto, na-na-na-na-na-na, hey, hey, hey

La mia vita, è mia, mia, mia vita, è mia»

## Video musicale
Il video musicale è stato pubblicato sul canale ufficiale YouTube dell'Eurovision Song Contest il 5 marzo 2020 ed è stato diretto da Kate Dolan.

## All'Eurovision Song Contest
La cantante e il relativo brano sono stati selezionati internamente dall'emittente radiotelevisiva irlandese Raidió Teilifís Éireann (RTÉ) per rappresentare l'Irlanda all'Eurovision Song Contest 2020, e sono stati presentati in contemporanea il 5 marzo 2020. Successivamente la cantante si è esibita dal vivo al nightclub The George di Dublino e durante il Late Late Show di RTÉ One. L'emittente aveva inoltre siglato un accordo con la compagnia di produzione teatrale ThisIsPopBaby per lavorare sull'esibizione eurovisiva.

## Tracce
Testi e musiche di Lesley Roy, Robert Marvin, Catt Gravitt e Tom Shapiro.
1. Story of My Life – 3:05